# Hermann Regner
Hermann Regner (Marktoberdorf, 12 mei 1928 – Großgmain, 29 december 2008) was een Duits componist, musicoloog, muziekpedagoog en dirigent.

## Levensloop
Regner studeerde compositie en orkestdirectie aan het Leopold-Mozart-Konservatorium in Augsburg. Vervolgens studeerde hij musicologie aan de Ludwig-Maximilians Universiteit te München. In 1957 promoveerde hij tot Dr. phil. (Philosophiæ Doctor) aan deze universiteit met een proefschrift Taktwechselnde Tänze im schwäbischen Ries. 
Van 1958 tot 1964 was hij docent aan de Hochschule für Musik Trossingen in Trossingen. In deze tijd heeft hij zich zeer intensief voor de blaasmuziek ingezet. Van 1964 tot 1993 was hij professor voor muziekopleiding aan het Orff-instituut van de Universität für Musik und Darstellende Kunst "Mozarteum" Salzburg. Met de componist Carl Orff heeft hij van 1963 tot 1982 samengewerkt. Door deze samenwerking kwam hij naar Denemarken, IJsland, Engeland, Spanje, Portugal, Hongarije, Brazilië, Colombia, Iran, Thailand, Canada, Hongkong, Filipijnen en Japan om er persoonlijk voor de ideeën van Carl Orff reclame te maken. In 1993 werd hij geëmeriteerd. 
Hij is auteur van talrijke publicaties voor de muziekopleiding en hij was mede-uitgever van het opleidingswerk: Musik und Tanz für Kinder. Hij was lange jaren voorzitter van de Österreichische Blasmusikverband (ÖBV). 
Als componist schreef hij werken voor verschillende genres, maar heeft zich vooral ingezet voor de schepping van originele blaasmuziek.

## Composities

### Werken voor orkest
- 1983 Im Schatten des Traums, nachtstukken voor strijkorkest
- 1987 Serenade, voor dwarsfluit en strijkorkest
- 1997 Klangspuren, 5 symfonische schetsen voor orkest
- Hirtenmusik, voor dwarsfluit en strijkorkest
- Komm, wir geh'n nach Bethlehem - Hirtenmusik, voor orkest
- Musik zu einem Fest, voor orkest
- Seid fröhlich und getrost, geestelijk concert voor orkest

### Werken voor harmonieorkest
- 1953 Schwäbische Bauernmusik
- 1954 Spielmusik aus Schwaben
- 1954 Abendmusik
- 1954 Ländliche Tanzsuite
- 1955 Feierliches Bläserspiel
- 1955 Kleine Szene
- 1956 Ballade in Es groot
- 1956 Heiteres Spiel
- 1958 Drei lederne Strümpf - Tanzmusik aus dem Schwabenland
- 1959 Musica semplice
- 1960 Variationen über das lied "O du lieber Augustin"
- 1965 Ade zur guten Nacht
- 1980 Musik zu einem Fest
- 1989 Mosaik - Variationen
- 1991 Wolfgang Amadé - Vier Szenen aus Mozarts Leben
- 1991 Barocco - Invention, Aria und Toccata
- 1992 Rhapsodie von der Insel, voor sopraansaxofoon solo en harmonieorkest
- 1993 Sankt Vinzenz, muziek voor harmonieorkest
- 1994 Am Anfang
- 1995 Überwiegend heiter
- 1996 Die neue Bahn - Schnellpolka
- 1997 Vier burleske Szenen aus der Oper "Der Mond" van Carl Orff
- 1997 Dialog, voor vier trompetten in de verre, kleine trommen en harmonieorkest
- 1997 Verleih uns Frieden, geestelijke muziek voor samenzang (gemengd koor) en harmonieorkest
- 1998 Drei Ansichtskarten - musikalische Grüsse aus fernen Ländern
- 2002 Frohe Fahrt
- 2002 Dorffest
- 2003 Zwei Märsche, denen es am nötigen Ernst mangelt, voor harmonieorkest
  1. Stolpersdorfer Sonntagsmarsch
  2. Kleiner Marsch, der gern eine grosse Fuge geworden wäre
- Ade zur guten Nacht
- Bläserchor
- Concerto, voor piano en harmonieorkest
- Concerto (nr.2), voor piano en harmonieorkest
- Habe die Ehre - concertwals
- Seid fröhlich und getrost, geestelijk concert voor harmonieorkest
- Traumschrift, symfonische schetsen voor harmonieorkest

### Cantates
- 1956 Bremer Stadtmusikanten, cantate voor gemengd koor en blazers
- 1983 Blessed are those who work for peace, scenische cantate voor solisten, gemengd koor en instrumenten

### Werken voor koren
- 1965 Canções das crianças brasileiras, voor kinderkoor
- 1968 Psalm Four - "Erhöre mich, wenn ich rufe", voor gemengd koor
- 1981 Psalm 39 - "Herr tu mir mein Ende kund", voor gemengd koor
- 1981 Psalm 139 - "Erschaffe mir, Gott, ein reines Herz", voor gemengd koor
- 1986 7 Spirituals und Gospelsongs, voor gemengd koor en piano 
  1. Swing low, sweet chariot
  2. When Israel was in Egypt's land
  3. I'm goin' to lay down my burden
  4. Blin' man stood on de way an' cried
  5. Joshua fit de battle of Jericho
  6. Sometimes I feel like a motherless child
  7. The gospeltrain
- 1988 I dream a world, voor gemengd koor en slagwerk - tekst: Langston Hughes
- 1991 10 europäische Weihnachtslieder, in lichte stukke voor 3- tot 4-stemmig gemengd koor 
  1. I saw three ships come sailing in
  2. Jungfru Maria
  3. Žežulka z lesa vylítla
  4. Tǎt am, doamne
  5. Entre le boeuf
  6. Brincan y bailan
  7. Bambino divino
  8. Noi siamo i tre re
  9. Still, still, still, weil's Kindlein schlafen will
  10. Joseph, lieber Joseph mein
- 1992 Gebet des Heiligen Franziskus von Assisi, voor gemengd koor
- 1998 Zwischen Himmel und Erde, vijf marieënliederen voor gemengd koor
- 2000 Das Wessobrunner Gebet - nach dem Orff-Schulwerk, voor gemengd koor (SSAATTBB) a capella
- 2000 Morgensegen - nach dem Orff-Schulwerk, voor gemengd koor (SSATBB) a capella
- Psalm 146 - "Lobe den Herrn, meine Seele"

### Vocale muziek
- 1983 Drei Lieder, voor sopraan, altblokfluit en gitaar - na teksten uit het oude Griekenland
- 1995 Im Bannkreis der Sonne, voor sopraan, dwarsfluit, cello en piano - tekst: drie gedichten van Catarina Carsten

### Kamermuziek
- 1957 Divertimento, voor dwarsfluit en twee klarinetten
- 1958 Eine kleine Waldmusik, voor hobo, klarinet, twee hoorns en fagot
- 1959 Serenade, voor hobo, klarinet, hoorn en fagot
- 1961 Erstes Bläserquintett
- 1961 Cantabile, voor trombone en orgel
- 1962 Miniaturkonzert, voor piano vierhandig en melodisch slagwerk (mallet percussie)
- 1966 Turmruf, voor koperkwintet
- 1975 Mit Musik, 5 gedichten van Ernst Jandl voor een spreker en instrumenten (2 trompetten in C - of klarinetten, dwarsfluiten, blokfluiten -, cello, contrabas, slagwerk en piano)
- 1977 8 Miniaturen, voor blokfluit (sopraan of alt - 1 speler) en altxylofoon, altmetallofoon of basxylofoon (1 of 2 spelers)
- 1982 Variationen über das Lied "Bettelmanns Hochzeit", voor 2 flügelhoorns, 2 trompetten, 2 hoorns, tenorhoorn (bariton) en tuba
- 1982 Sechs Ländler, voor blazers (2 klarinetten, 2 trompetten (of hobo's), 2 hoorns en tuba (of fagot of contrabas)
- 1982 Concertino, voor drie trompetten, pauken en orgel
- 1986 Intrade, voor 12 hoorns
- 1987 Serenade, voor dwarsfluit en strijkkwartet (of strijkorkest)
- 1987 Fünf Versuche, voor strijkkwartet
- 1990 Spirituals, voor vijf koperblazers 
  1. I'm goin' to lay down my burden
  2. Sometimes I feel like a motherless child
  3. Swing low, sweet chariot
  4. Crucifixion
  5. The gospeltrain
- 1990 15 leichte Duette, voor 2 cello's
- 1990 Vigilia, voor dwarsfluit, altviool en cello
- 1993 Fünf Stücke für Blechbläser, voor koperblazers
- 1994 Musikalische Bilder, voor drie klarinetten
- 1994 Heiteres Idyll, voor drie klarinetten
- 1994 Four for four, vier delen voor trombonekwartet
- 1994 Drei Sätze for drei Blechbläser, voor 2 trompetten en trombone
- 1994 Sonate, voor trompet en piano
- 1994 Spielheft 1, voor twee trombones
- 1994 Spielheft 2, voor drie blaasinstrumenten
- 1994 tubarum clangor erit, voor trompet en piano
- 1994 Mein Lieblingslied von gestern und andere seltsame Stücke, voor cello en piano
- 1995 Capriccio austriaco, voor twee klarinetten en fagot
- 1996 Beatus vir, qui timet Dominus, voor vier trompetten, vier trombones en pauken
- 1997 Erstes Klarinettenquartett
- 1997 Mondzeit, zeven stukken voor blokfluit (sopraan, alt, tenor of bas) en gitaar
- 1998 Klangbilder, voor koperkwintet
- 1998 Nona net - Drei Skizzen aus Österreich, voor koperkwintet
- 1999 Posaune mal vier, vier delen voor trombonekwartet
- 1999 Trioline, 7 miniaturen voor 3 violen
- 1999 Unterwegs, zes miniaturen voor twee flügelhoorns, tenorhoorn (bariton) en tuba
- 2000 Miteinander, negen lichte stukken voor 2 violen en cello
- 2004 Paarlauf, voor 2 dwarsfluiten
- 2004 Flötengeschichten, 8 lichte stukken voor dwarsfluit en piano
- 2004 Klarinettengeschichten, 8 lichte stukken voor klarinet en piano
- 2007 Kontra-Spass, 12 lichte stukken voor contrabas en piano
- 2007 Sonatine, voor altsaxofoon en piano
- 2008 Hirtenmusik, 5 miniaturen voor sopraan-, alt- en tenorblokfluit
- 2008 Pfiffikus, 4 kleine stukken voor sopraanblokfluit en piano
- 2008 Suite, voor tenorsaxofoon en piano
- Auf der Ritterburg, lichte stukken voor 3 blazers
- Bilder, voor hoornkwartet
- Canto pensoso, voor 12 hoorns
- Drei Wünsche, voor klarinet en hoorn
- Drei kleine Lieder, voor dwarsfluit en 2 klarinetten
- Drei Karikaturen, voor hoornkwartet
- Erinnerungen an "die letzte Instanz", voor zes hoorns
- In freier Wildbahn, vijf delen voor vijf klarinetten
- Intrade und Kanzone, voor drie trompetten en orgel
- Neuigkeiten, voor saxofoonkwartet
- Trio, voor klarinet, marimba en conga

### Werken voor piano
- 1979 Klaviernotizen
- 1997 Es war einmal ein König und 11 andere Klavierstücke
- 2006 Aus meinem Tagebuch, 20 miniaturen
- Berg- und Talbahn, voor piano zeshandig

### Werken voor accordeon
- 1963 Älplerische Tanzsuite, voor accordeonorkest

### Werken voor slagwerk
- 1975 Sechs leichte Schlagzeugtrios
- 1976 Sieben Trios für Schlaginstrumente
- 1980 Changing patterns, voor acht conga's
- 1981 Percussion duos
- 1981 50 Etüden für Schlagwerk, 50 studies voor 1 - 3 slagwerkers of groepen
- Pentagramma, voor slagwerkensemble

### Pedagogische Werken
- 1981 Chorstudien, voor gemengd koor

## Publicaties
- Musik und Tanz für Kinder - ook in de Nieuwgriekse vertaling: As mathume na agapame tē musikē : hē sēmasia tēs prōimēs synantēsēs me tē musikē ; paraineseis se goneis kai paidagōgus, Athēna: Dian Books, 2003. 175 p., ISBN 960-7222-02-4
- Musik und Tanz und Erziehung : 25 Jahre Orff-Schulwerk Ges. in d. Bundesrepublik Deutschland, Jahresgabe 1987. Gräfelfing : Mediapress, 1987. 80 S.
- Die Blasinstrumente in der Jugendarbeit, Wolfenbüttel, Möseler Verlag, 1964. 41 S.
- Musik lieben lernen : Ratgeber für Eltern und Erzieherinnen ; von der Bedeutung früher Begegnungen mit Musik, Zürich, Mainz: Atlantis-Musikbuch-Verlag, 2005. 174 S., ISBN 978-3-407-77757-7; in de Poolse vertaling: Nasze dzieci i muzyka : poradnik dla rodziców i wychowawców, Warszawa : Wydawn. Szkolne i Pedagogiczne, 1995. 119 S., ISBN 83-02-05611-1
- samen met Klaus W. Oberborbeck: Musikalische Lebenshilfe : ausgewählte Berichte über sozial- und heilpädagogische Versuche mit dem Orff-Schulwerk, Mainz; London; Madrid; New York; Paris; Tokyo; Toronto: Schott, 1996. 207 S., ISBN 3-7957-0305-0
- samen met Verena Maschat: Orff-Schulwerk in der Welt von morgen, Symposion Salzburg, 28. Juni - 2. Juli 1985; eine Dokumentation / Hochschule für Musik und Darstellende Kunst "Mozarteum" in Salzburg, Salzburg : Orff-Inst., 1985. 91 S.
- samen met Carl Orff, Gunild Keetman, Heinz Lau, Herbert Langhans, Cesar Bresgen u. Wilhelm Keller: Die Orff-Instrumente : Einführung in d. Orff-Instrumentarium; Musik auf Glockenspielen, Metallophonen, Xylophonen u. anderem Schlagwerk, Zürich : Musikverlag zum Pelikan, 1979.
- Hören lernen, voor het muziekonderwijs in de basisschool, Stuttgart : Klett, 1971. 20 p.
- Im lebendigen Dialog mit jungen Interpreten - Der Jubilar Hermann Regner berichtet über einen ungewöhnlichen Kompositionsauftrag, in: neue musikzeitung: 5/08 - 57. Jahrgang